# Давенпорт (Айова)
Давенпорт (англ. Davenport) — місто (англ. city) в США, в окрузі Скотт штату Айова. Адміністративний центр округу, третє за числом мешканців місто штату. Населення — 101 724 особи (2020).

## Історія
На цій території проживали індіанські племена.
У 1803 році Франція продала цей район Сполученим Штатам. Лейтенант Зебулон Пайк був першим представником США, що офіційно відвідав цей район Верхньої Міссісіпі. 27 серпня 1805 Пайк розбив табір на місці сучасного Давенпорту.
Давенпорт було засновано 14 травня 1836 року Антоном ЛеКлейром і названо на честь його друга полковника Джорджа Давенпорта. Статус міста отримало 25 січня 1839 року. Округ Скотт було утворено 1837 року.
1856 року через місто пролягла залізниця.
Під час Великої депресії тисячі жителів Давенпорту отримали урядову допомогу. Нетрі виросли в західній частині міста, уздовж річки Міссісіпі. Хвороба, голод і антисанітарія стали реаліями міста. Ситуація змінилася, оскільки багато громадян пішли працювати на громадські роботи.
Давенпорт активно розвивався після Другої світової війни. Оскар Мейер, Ролстон Пурина та інші компанії побудували заводи в Західному Давенпорті.
До кінця 1970-х років гарні часи закінчилися для міста та місцевих підприємств і галузей. Фермерська криза 1980-х років негативно позначилося на Давенпорті, 35000 чоловік втратили свої робочі місця. Завод Caterpillar було закрито.
У 1990-і почалося відродження міста. В останні роки ремонтні та будівельні доповнення оживили центр міста. У 2011 році історичний район Голд-Кост і Гамбург був названий як Відмінне місце Американської асоціації планування.

## Географія
Давенпорт розташований на річці Міссісіпі за координатами 41°33′15″ пн. ш. 90°36′14″ зх. д. / 41.55417° пн. ш. 90.60389° зх. д. (41.554104, -90.603997).  За даними Бюро перепису населення США в 2010 році місто мало площу 168,54 км², з яких 163,03 км² — суходіл та 5,51 км² — водойми.

## Демографія
Згідно з переписом 2010 року, у місті мешкало 99 685 осіб у 40 620 домогосподарствах у складі 24 491 родини. Густота населення становила 591 особа/км².  Було 44087 помешкань (262/км²).
Расовий склад населення:
| - 80,7 % — білих - 10,8 % — чорних або афроамериканців - 2,2 % — азіатів - 0,4 % — корінних американців - 2,1 % — осіб інших рас |

До двох чи більше рас належало 3,9 %. Частка іспаномовних становила 7,3 % від усіх жителів.
За віковим діапазоном населення розподілялося таким чином: 24,0 % — особи молодші 18 років, 63,4 % — особи у віці 18—64 років, 12,6 % — особи у віці 65 років та старші. Медіана віку мешканця становила 35,3 року. На 100 осіб жіночої статі у місті припадало 95,0 чоловіків;  на 100 жінок у віці від 18 років та старших — 92,7 чоловіків також старших 18 років.
Середній дохід на одне домашнє господарство  становив 59 663 долари США (медіана — 47 343), а середній дохід на одну сім'ю — 71 833 долари (медіана — 60 226). Медіана доходів становила 47 747 доларів для чоловіків та 35 261 долар для жінок. За межею бідності перебувало 16,6 % осіб, у тому числі 24,0 % дітей у віці до 18 років та 7,9 % осіб у віці 65 років та старших.
Цивільне працевлаштоване населення становило 48 814 особи. Основні галузі зайнятості: освіта, охорона здоров'я та соціальна допомога — 23,1 %, виробництво — 16,3 %, роздрібна торгівля — 13,2 %, мистецтво, розваги та відпочинок — 10,7 %.

## Визначні місця
Історичний реєстр включає 53 об'єкти, серед них забудова 19-20 століть, парки та меморіали. Головні пам'ятки:
- Клейм-Хаус (1832-33, найстаріша будівля міста);
- костел Св. Антонія (1838);
- Госпіталь Св. Луки (1850);
- костел Св. Йозефа (1881);
- Солдатський монумент (1881);
- Сіті-Холл (1895);
- Ділон-Меморіал (1918);
- історичний район Гамбург (забудова межі 19-20 ст.);
- Індіан Спрінг Парк;
- Ліндсей Парк;
- Проспект Парк.

## Відомі уродженці
- Луїза Карвер (1869—1956) — американська акторка опери, театру та кіно
- Патрісія Баррі (1922—2016) — американська кіно- і телеакторка
- Мері Бет Пейл (*1940) — американська акторка і співачка
- Сью Лайон (1946—2019) — американська акторка телебачення та кінематографу
- Лара Флінн Бойл (*1970) — американська акторка
- Сет Роллінс (*1986) — американський професійний реслер.